# 浅田若菜
浅田 若菜（あさだ わかな、1980年6月23日 - ）は、元東海ラジオ放送の契約アナウンサー。
活動当時は名古屋タレントビューローに所属。兵庫県神戸市出身。神戸大学発達科学部附属住吉中学校（現・神戸大学附属中等教育学校の前身）、兵庫県立神戸高等学校、滋賀大学卒業。

## 来歴
名古屋タレントビューローへの所属後、2005年4月1日付で東海ラジオへ出向。2年半のアナウンサー活動を経た後、2007年9月30日付で東海ラジオとの契約を終了。2008年1月に東海テレビの男性スタッフと結婚し、名古屋タレントビューローを退社した。

## 人物
- 趣味は海外旅行、ドライブ、スポーツ観戦。
- 防災士の資格を持つ。これを受験をした理由は阪神・淡路大震災の体験からで、また、この頃の体験がアナウンサーを目指すきっかけになった。
- 編成部の意向により、新人教育の場として『流石の源石』（動画配信の『流石の源石BB』も含む）に第7部からアシスタントとして出演していた。同番組内では、リスナーの考えた早口言葉に挑戦したり、第7部では「あさだ。をプロデュース」（旧コーナー名は「夜の浅田」）のコーナーで街頭インタビューを、また、第8部では「わかにゃんわかんにゃい」のコーナーで源石やリスナーから出題される時事問題に挑戦していたが、第9部では担当コーナーは無かった。
- リスナーから「漢検を受けてみませんか」という誘いがあり、実際に2007年に行われる試験を受けることになったが、2月は本人の都合により受験を辞退。6月は日曜日出勤のために再び受験辞退となり、再チャレンジの場が無いまま番組を降板し、東海ラジオとの契約も終了した。

## 過去の担当番組
主に定時ニュース（木曜 - 日曜）と各種番組のリポーターを担当。また、当初は企業コマーシャルをほとんど担当していなかったが、2007年4月以降は数多くのコマーシャルを担当した。
- 天野良春のラジオクルージング（2005年4月8日 - 2005年9月30日）
- 小島一宏 モーニングあいランド（『こちら特ダネ情報部』担当、2005年10月 - 2007年9月28日）
- 夜と音楽と（2005年10月 - 2006年3月）
- チケットインフォメーション（2005年10月 - 2007年9月）
- 流石の源石
  - 第7部（2005年10月 - 2006年3月）
  - 第8部（2006年10月 - 2007年3月）
  - 第9部（2007年4月 - 2007年9月30日） - これが浅田最後の担当番組になった。
- バイリクエスト（2005年10月 - 2006年3月）
- ガッツナイタープラス（2006年10月 - 2007年3月）
- ミュージックプラネット（2006年10月 - 2007年9月29日）
- モーニングメロディー（2007年4月 - 2007年9月14日）
- ホリデーウェーブ（2007年4月 - 2007年9月30日）
- 高校ラジオクラブ
- かにタク言ったもん勝ち（『住まいのまるごと相談室』担当）
- 定時ニュース（平日および日曜担当）
- 松原・坂口の土曜はど〜よ!? （ピンチヒッターで出演）
- 宮地佑紀生の聞いてみや〜ち（ピンチヒッターで出演）